# The Most Beautiful Lie
The Most Beautiful Lie utkom den 21 januari 2009 och är den svenske sångaren Sebastians tredje album. Innan albumet släpptes hade två låtar släppts som singlar: My Getaway och Serial Lovers.  Stay Forever släpptes som singel i maj 2009.

## Låtlista
1. Stay Forever
2. Serial Lovers
3. Up Up High
4. My Baby Fears No One
5. Cross My Heart
6. Come On (Bring On The Love)
7. Wake Up Where Your Heart Is
8. Love Them All
9. Keep Your Head Up Love
10. Come As You Are
11. My Getaway

## Listplaceringar
| Lista (2009) | Topplacering |
| ------------ | ------------ |
| Sverige      | 32           |